# 利特爾約翰島 (緬因州)
利特爾約翰島（英語：Littlejohn Island）是位於美國緬因州坎伯蘭縣的一個普查規定居民點。

## 人口
根據2020年美國人口普查的數據，利特爾約翰島的面積為119.11平方千米，當中陸地面積為112.07平方千米，而水域面積為7.04平方千米。當地共有人口116人，而人口密度為每平方千米0.97人。